# Gran Turismo (película)
Gran Turismo (conocida como Gran Turismo: De jugador a corredor en Hispanoamérica) es una película de drama deportivo y biográfica estadounidense de 2023 dirigida por Neill Blomkamp, con un guion escrito por Jason Hall y Zach Baylin. La película está basada en la famosa franquicia de videojuegos del mismo nombre desarrollada por Polyphony Digital y está protagonizada por David Harbour, Archie Madekwe, Darren Barnet, Thomas Kretschmann, Djimon Hounsou, Orlando Bloom y Geri Halliwell.
La película relata la historia de Jann Mardenborough, un joven jugador de Gran Turismo cuyas habilidades de juego ganaron una serie de competencias de Nismo, la división de automovilismo de Nissan, para convertirse en un gran piloto de carreras profesional.
El desarrollo de una película basada en Gran Turismo comenzó en 2013, con Michael De Luca y Dana Brunetti, mediante un guion de Alex Tse. En 2015, Joseph Kosinski estaba listo para dirigir la película y Jon y Erich Hoeber escribirían un nuevo guion. Sin embargo, la versión de Kosinski ya no se encontraba en producción para febrero de 2018. En mayo de 2022, comenzó el desarrollo de una nueva versión de la película Gran Turismo, con Blomkamp como director. El elenco principal se confirmó en septiembre, mientras que otros actores al elenco se firmaron en noviembre. La filmación comenzó en noviembre de 2022 en Hungría y terminó en diciembre de 2022.
Gran Turismo se estrenó en el Circuito de Spa-Francorchamps en Bélgica el 30 de julio de 2023 y fue estrenada en cines en los Estados Unidos el 25 de agosto de 2023 por Sony Pictures Releasing. Ha recaudado $122 millones de dólares en todo el mundo, frente a su presupuesto de $60 millones de dólares y recibió críticas mixtas de los críticos. La película también generó controversia por su uso del accidente de Mardenborough en 2015 en Nürburgring Nordschleife como un elemento narrativo.

## Argumento
Un montaje introductorio explica que el corredor profesional Kazunori Yamauchi desde hace 25 años quería hacer que el automovilismo fuera accesible para todo el público en la industria de los videojuegos de simulación, creando el mejor simulador de carreras más preciso del mundo y se le llamó Gran Turismo. Durante el montaje, se aprecian algunas secuencias del desarrollo de esta famosa serie de videojuegos.
La historia gira en torno al joven Jann Mardenborough, un empleado adolescente de una tienda de ropa de Cardiff, Gales, es un ávido jugador aventajado de los videojuegos de simulación Gran Turismo e incluso se gasta del dinero de sus ahorros para comprarse un volante y sentir la experiencia, soñando con convertirse en un piloto de automovilismo profesional. Sin embargo, su padre Steve (exfutbolista y actualmente minero) no está del todo convencido de su sueño y a menudo lo compara con su hermano Coby, el cual realiza ejercicios y sueña con convertirse en un futbolista en el Paris Saint-Germain, pero Jann termina ignorando los comentarios de su padre y sigue jugando.
Mientras tanto, el ejecutivo de mercadotecnia de Nismo (división de deportes de motor de Nissan) Danny Moore, viaja a Tokio, Japón, para darles a los superiores y a Kazunori como la serie de videojuegos Gran Turismo ha influido en muchos jugadores por todo el mundo y quiere que Nissan apueste su propia compañía para convencer a muchos jugadores de participar en verdaderas carreras profesionales para reavivar su amor por la conducción real y comprarse un automóvil de ensueño que desean. La propuesta termina aceptando, pero le dan a Danny la oportunidad de contratar a un mecánico experto sin que cometa errores y a pesar de esto, la mayoría de los mecánicos le dan a Danny una respuesta negativa. Finalmente, intenta reclutar al ex-piloto convertido en mecánico Jack Salter para que este entrene a los jugadores; al principio, Jack inicialmente duda sobre la seguridad de los aspirantes y se niega, pero termina aceptando después de cansarse de la ignorancia del piloto Nicholas Cappa, el hijo de Alexander Cappa, propietario de su equipo quien lo guía en sus futuras carreras.
Un día, Jann descubre que es elegible para una carrera de clasificación para unirse a la GT Academy después de establecer un récord de tiempo en una de sus sesiones de juego. La noche antes de su carrera, Coby invita a Jann a una fiesta y los hermanos toman el auto de su padre, sin su consentimiento. Jann coquetea con una joven llamada Audrey de quien se enamora, pero la reunión se disuelve después de que llega la policía y Jann inicia una persecución después de alejarse cuando detienen a sus amigos. Los hermanos escapan, pero su padre los atrapa cuando regresan y Coby comienza a preocuparse por su imprudencia, pero Jann se ofrece a asumir la culpa si admite que es el mejor conductor. Al día siguiente, Jann es llevado al lugar de trabajo de su padre en un intento de recibir una lección de vida, pero hace caso omiso y se va temprano del lugar para participar en la carrera de clasificación simulada. A pesar de haber empezado en la última posición tras no haber podido participar en la clasificación del juego, Jann no se queda atrás y con sus habilidades logra rebasar a sus oponentes, terminando en primer lugar y ganándose su lugar en la GT Academy.
Al enterarse de la noticia, Steve no quiere que su hijo vaya a la academia y alega que es para atletas profesionales (refiriéndose a Jann que no practica ningún deporte), pero Jann se limita a decirle que todo lo que quería hacer es convertirse en un verdadero piloto de automovilismo profesional y logrará cumplir su sueño, aunque su padre no tenga fe en él. En el campamento de la GT Academy, Jack se presenta ante los aspirantes y les advierte que será muy estricto y pondrá a prueba a cada uno de ellos si alguno no posee los atributos necesarios para competir en las carreras profesionales. Durante cada sesión, los aspirantes se reducen a un nivel constante de los eliminados y en unas de las sesiones, Jann choca con Jack en el auto y al día siguiente, le afirma que los frenos estaban "cristalizados" (desgastados), lo que provocó que no funcionaran bien. Sin embargo, Jack le menciona a Jann que no es un mecánico profesional y lo que él sabe lo aprendió de un videojuego, pero unas horas más tarde, uno de los analistas del equipo demuestra que la hipótesis de Jann era correcta, ya que cuando probaron el auto que este utilizó previamente, descubrieron que los frenos estaban verdaderamente "cristalizados" y por eso fallaron en la prueba, para sorpresa de Jack.
Momentos después y mientras Jann estaba entrenando en el gimnasio, Jack se aparece para pedirle una disculpa por lo que dijo previamente y le anuncia a Jann que ha clasificado a las rondas finales, para el júbilo de este último. Los cinco restantes compiten en una carrera final para determinar quién representará a Nissan. Compitiendo en último lugar, Jann rebasa a sus compañeros y gana por poco la carrera contra el competidor estadounidense Matty Davis, pero Danny insiste en que Matty debería ser elegido representante debido a su mejor viabilidad comercial. Sin embargo, Jann es elegido ante la insistencia de Jack.
En su viaje al Red Bull Ring en Viena, Austria para su primera carrera profesional, le dicen a Jann que, si termina al menos cuarto en cualquiera de una serie de carreras de clasificación, obtendrá una licencia profesional y un contrato con Nissan. Durante la carrera, termina en último lugar después de que Nicholas lo embistiera de forma sucia y lo hiciera girar fuera de la pista. Pero a pesar de mejorar gradualmente en las siguientes carreras, una de ellas cuando su sistema de comunicaciones falla en plena carrera, siempre termina por debajo de las diez mejores posiciones de carrera y en el circuito de Barcelona-Cataluña, España, queda descalificado de la carrera tras chocar su auto debido la falta de conocimiento sobre la grava.
Jann viaja a Dubái, Emiratos Árabes Unidos para su última carrera de clasificación, pero justo en ese entonces, son testigos de escuchar a Nicholas dando un discurso negativo a la prensa sobre que los corredores que compitieron en simuladores o en videojuegos no pisarán un podio nunca en sus vidas, pero Jack lo anima a ignorarlo. En la carrera, Nicholas intenta sacar a Jann de su posición y en la vuelta 17, Jann logra superarlo en una maniobra arriesgada. Enfurecido por quedar detrás de Jann, intenta rebasarlo nuevamente, pero no logra percatarse de que un auto enfrente de él estaba girando sin control y se estrella violentamente contra el auto, causando que se vuelque incontrolablemente y deje un mar de escombros en la pista. Por otro lado, Jann trata de esquivar todos los escombros de ambos autos, pero una de las llantas del auto de Nicholas cae sobre el parabrisas de Jann, dañando ligeramente su auto, obligando al joven a regresar a boxes para una revisión rápida de los daños. Mientras retiran los autos chocados de la pista y donde también rescatan a Nicholas de manera ilesa del accidente, este último se enfurece lanzando su casco contra la pista por quedar descalificado de la carrera.
Entretanto y a pesar de los daños en el parabrisas, Jann decide continuar la carrera sin tantos contratiempos y regresa a la pista, hasta que en la última vuelta contra todo pronostico, Jann consigue llegar en cuarto lugar de la carrera y obtiene por fin su licencia de piloto de la FIA. Al finalizar de la carrera, Jann se enfrenta a Nicholas y lo reprende furiosamente por hacer una maniobra tan suicida e insensata como la que hizo previamente, ya que este por poco hace que los maten a ambos, pero afortunadamente, Jack los separa y los tranquiliza a los dos. Tiempo después, viaja a Tokio con Danny y Jack para firmar su contrato y usa su bono por firmar para llevar a Audrey a Japón. Durante este tiempo, inician una relación.
La primera carrera de Jann después de fichar con el equipo Nissan se lleva a cabo en la pista de Nürburgring Nordschleife en Alemania. Al principio Jann avanza bien la carrera y mantiene una posición alta, pero después de pasar una pequeña pendiente empinada y de forma inesperada la parte delantera de su auto se eleva por una corriente de aire en la curva Flugplatz y se estrella violentamente contra el muro de contención y se lanza hacia una zona de espectadores abarrotada. Tras el violento choque, Jann queda inconsciente y es trasladado de urgencia en helicóptero al hospital de Nürburgring y mientras está internado en el hospital, se le informa que un espectador murió en el accidente. Horrorizado y traumado por esto, Jann entra en un estado de depresión y no desea hablar con nadie, ni con sus padres.
En una conferencia de prensa, Danny informa que Nissan acordará realizar una investigación sobre la muerte del espectador y le darán apoyo a su familia. En un restaurante, Jack es confrontado por Nicholas, quien este lo reprocha por no haberse quedado en el lugar donde estaba, lo que lo hace enojar a Jack y desatar un pequeño forcejeo entre ambos que no pasa a mayores consecuencias. Unos días después, Jann finalmente es dado de alta del hospital, pero aún se siente culpable por la muerte del espectador y trata de abandonar su vida como corredor profesional. Mientras Jann empaca sus maletas y se prepara para irse, Jack lo visita y decide llevarlo de regreso a Nürburgring, hasta el sector donde ocurrió su accidente previo.
Ahí, Jack se sincera con el joven y finalmente le confiesa a Jann cual fue la verdadera razón del por qué renunció a su carrera como corredor profesional: resulta que cuando competía en su pista favorita, las 24 Horas de Le Mans en la curva Tertre Rouge, un automóvil Ford conducido por Tony, se le acercó demasiado al momento de rebasar a Jack y súbitamente, el auto se tambaleó y perdió el control, provocando que este último se involucre en un violento accidente junto con el auto de Tony, luego de que se volcara y después de estrellarse contra la barrera de contención, lo que adicionalmente provocó que el auto de Tony se incendiara en el proceso. Por su parte, Jack logró sobrevivir al accidente sin problemas y sin ningún rasguño, pero Tony por otro lado, no corrió con la misma suerte, ya que terminó muriendo de camino al hospital. A pesar de los comentarios de sus compañeros de equipo y de la prensa que no fue su culpa, no pudo soportar más con la culpabilidad de aquel incidente y en consecuencia, dejó de probar su valor de demostrar su oportunidad en la pista, obligándolo a abandonar su vida en las carreras. Tras contarle a Jann sobre este hecho, le menciona a este último que no quiere que le pase algo parecido y desperdicie todos sus sueños de ser un corredor profesional por la borda, ya que si lo hace, tal vez nunca más pueda volver a intentarlo. Momentos después, Jack le entrega las llaves de su Porsche para que Jann pueda terminar la carrera y animarlo a continuar su carrera como corredor.
Días después, Danny les informa a Jack y Jann que la investigación final del accidente ocurrido en Nürburgring, absuelve de cualquier caso legal a Jann y sobre el espectador que murió en ese incidente. Sin embargo, a pesar de que la noticia los alegra, también les informa que los otros equipos han comenzado a realizar una campaña de protesta contra los corredores de simuladores y videojuegos, encabezada por Nicholas y el equipo Cappa, así como también la de otros corredores que se unieron a él, exigiendo a la FIA retirarle su licencia de piloto a Jann; esto hace que Nissan siga teniendo dudas sobre seguir patrocinando a Jann en las carreras. En respuesta, Danny decide que un equipo de corredores de simulación debería competir en las 24 Horas de Le Mans y terminar en el podio para demostrar su viabilidad y anular las protestas de la opinión pública. Para ello, Danny decide reclutar a Matty y a su compañero participante de GT Academy, Antonio Cruz, para formar el equipo de tres pilotos junto a Jann.
En el día de la carrera, el equipo Nismo es recibido tanto por los medios de comunicación como por los demás equipos como los "corredores de simuladores", pero Jack les advierte al trío de no escuchar dichas burlas y que se concentren durante toda la carrera. Mientras Jann se está cambiándose en el vestíbulo para la carrera, recibe la sorpresiva visita de su padre, quien rompiendo entre lágrimas, termina disculpándose con él por no haberlo apoyado inicialmente en sus pasiones y Jann en respuesta, le muestra el logotipo de su equipo de fútbol en su casco que todo lo que había hecho lo hizo por él. Al principio de la carrera, Jann queda conmocionado después de que el auto de Frederik Schulin se estrella y se incendia, pero Jack lo anima durante su primer turno tocando «Songbird» y «Orinoco Flow» a través del sistema de comunicación del auto, que Jann había utilizado anteriormente como música motivadora durante el entrenamiento; esto hace que Jann se incomode un poco y le pida a Jack que lo apague, pero en eso Jack motiva a Jann a que use ese enojo como impulso y vuelva a la carrera. A medida que avanza la competencia Jann, Matty y Antonio completan sus primeros turnos de competición sin problemas, pero en el último turno Antonio regresa temprano, debido a los calambres y al cansancio, por lo que no puede continuar compitiendo y termina siendo sustituido por Jann para que este pueda terminar la carrera. Pero justo en la siguiente parada en boxes para el cambio de piloto y de neumáticos, Félix (el mecánico del equipo Nismo) deja caer accidentalmente la tuerca de la rueda, lo que provoca que Jann se retrase en la salida y empiece a perder varias posiciones debido al inconveniente, hasta que el propio Jack encuentra la tuerca extraviada y la coloca en el auto para que Jann pueda ponerse en marcha y regresar a la pista. Tan pronto como Jann regresa a la competición, Jack reprende a Félix, sugiriendo que la próxima vez cargue siempre una tuerca de repuesto para evitar este tipo de incidentes, por lo que Félix se disculpa con Jack por el inconveniente y que no volverá a pasar otra vez.
Al recordar una estrategia que aplicaba cuando jugaba en Gran Turismo, Jann le pide a Jack que lo deje conducir a su manera; al principio, Jack duda sobre lo que Jann quiere hacer al respecto, mientras que Danny por su parte, se entromete en la conversación y le pide a Jann que no haga algo tan insensato y que solo se enfoque en terminar la carrera sin ningún riesgo, pero Jann le menciona a Danny que él no llegó tan lejos solo para terminar la carrera y que solo deben confiar y tener fe. Finalmente y a regañadientes, Jack y Danny deciden que Jann siga su propia línea y este procede a desviarse de las líneas de carrera recomendadas que había aprendido en el juego para recuperar sus posiciones perdidas, rompiendo el récord de vuelta de competencia en el proceso.
En la última vuelta y ya estando en cuarta posición, Jann se enfrenta una vez más a Nicholas, quien esta en tercera posición, asegurando el podio de los tres primeros lugares. En eso, Nicholas ve a Jann acercándose y su padre le menciona que se olvide de alcanzar a los dos primeros lugares y le exige que mantenga su posición y defienda su puesto en el podio; a medida que se acercan a las curvas finales, Nicholas hace todo lo posible por bloquearle el paso a Jann, pero finalmente en la recta final, Jann consigue rebasarlo y de forma sorprendente, logra obtener el tercer lugar y consigue un podio para el equipo Nismo, donde Jack se pone a llorar de la emoción por la gran hazaña que Jann logró, dejando que Nicholas y el equipo Cappa se traguen su orgullo tras la derrota. Entretanto, Jann es recibido y felicitado por todo el equipo Nismo, especialmente Jack, quien le dice a su pupilo que él ya "no es solo un simple jugador de videojuegos, sino que ahora es uno de los mejores corredores del mundo". Finalmente, Jann, Matty y Antonio suben al podio de ganadores, para recibir su respectivo reconocimiento, mientras estos se bañan con una botella de champaña y son observados por Danny y Jack bebiendo una copa de champaña, para celebrar su victoria.  
En el epílogo final y en un postscript se menciona que el verdadero Jann Mardenborough, compitió en más de 200 carreras profesionales y además de que sirvió como doble de riesgo de su propio personaje en la película.

## Reparto
- Archie Madekwe como Jann Mardenborough, un joven trabajador de una tienda de ropa y fanático de los videojuegos Gran Turismo que aspira a convertirse en un corredor profesional.
  - Jann Mardenborough también se interpreta a sí mismo, actuando como doble de Madekwe.
- David Harbour como Jack Salter, un excorredor profesional convertido en mecánico que se convierte en el entrenador de Jann en GT Academy.
- Orlando Bloom como Danny Moore, un ejecutivo de marketing de Nissan. Basado libremente en Darren Cox.
- Darren Barnet como Matty Davis, uno de los mejores pilotos de GT Academy y rival de Jann, más tarde copiloto de Jann en Le Mans.
- Djimon Hounsou como Steve Mardenborough, un exfutbolista convertido en minero y padre de Jann.
- Geri Halliwell como Lesley Mardenborough, la madre de Jann.
- Daniel Puig como Coby Mardenborough, el hermano de Jann.
- Takehiro Hira como Kazunori Yamauchi, el creador de Gran Turismo. El propio Yamauchi hace un cameo como un chef de sushi.
- Josha Stradowski como Nicholas Cappa, un conductor impulsivo y clandestino que rivaliza con Jann.
- Thomas Kretschmann como Patrice Cappa, el padre de Nicholas.
- Richard Cambridge como Félix, un mecánico.
- Mariano González como Henry Evas, un estudiante piloto argentino de GT Academy y es compañero de Jann.
- Maeve Courtier-Lilley como Audrey, el interés amoroso de Jann.
- Emelia Hartford como Leah Vega, una estudiante piloto estadounidense de GT Academy y candidata a carrera.
- Pepe Barroso como Antonio Cruz, un estudiante piloto español de GT Academy, uno de los amigos de Jann y más tarde copiloto de Jann en Le Mans. Basado libremente en Lucas Ordóñez.
- Sang Heon Lee como Joo-Hwan Lee, un estudiante piloto coreano de GT Academy y candidato a carrera.
- Max Mundt como Klaus Hoffman, un estudiante piloto alemán de GT Academy y candidato a carrera.
- Harki Bhambra como Avi Bhatt, un estudiante piloto británico de GT Academy y candidato a carrera.
- Lindsay Pattison como Chloe McCormick, una estudiante piloto británica de GT Academy y candidata a carrera.
- Théo Christine como Marcel Durand, un estudiante piloto francés de GT Academy y candidato a carrera.
- Niall McShea como Federik Schulin, un corredor profesional y el segundo rival de Jann.
- Jamie Kenna como Jack Man Jones, miembro del equipo de boxes de Jann.
- Nikhil Parmar como Persol, uno de los amigos de Jann de la sala de videojuegos donde Jann corría.

## Producción

### Desarrollo
En mayo de 2013, Sony Pictures anunció que estaba desarrollando una película de Gran Turismo con la producción de Michael De Luca y Dana Brunetti, con un guion de Alex Tse. En 2015, Joseph Kosinski estaba listo para dirigir la película, con un nuevo guion de Jon y Erich Hoeber. En 2018, la versión de Kosinski ya no avanzaba.
En mayo de 2022, se anunció que Sony Pictures y PlayStation Productions estaban desarrollando una adaptación cinematográfica de los videojuegos Gran Turismo de Polyphony Digital. Poco después, se contrató a Neill Blomkamp para dirigir un guion escrito por Jason Hall y Sony fijó una fecha de estreno para el 11 de agosto de 2023. Los papeles principales se eligieron en septiembre de 2022 con David Harbour como un veterano piloto de carreras que es mentor y Archie Madekwe como el aprendiz adolescente, y que la película fue confirmada como una película biográfica basada en la historia de Jann Mardenborough. Orlando Bloom fue elegido como un ejecutivo de marketing de automovilismo y Darren Barnet como un amenazado corredor de GT Academy. Se anunciaron incorporaciones adicionales al elenco durante la filmación en noviembre, que incluyeron a Djimon Hounsou, Geri Halliwell-Horner, Daniel Puig, Josha Stradowski, Thomas Kretschmann, Maeve Courtier-Lilley, Emelia Hartford, Pepe Barroso y Sang Heon Lee. Max Mundt, Mariano González, Harki Bhambra, Lindsay Pattison, Théo Christine y Nikhil Parmar se agregaron al elenco en diciembre de 2022.

### Filmación
La filmación comenzó en Hungría en noviembre de 2022 y terminó en diciembre de 2022, con Jacques Jouffret como director de fotografía. Jouffret aprovechó el sistema de extensión/separación Rialto de las cámaras Sony Venice 2 para colocar sensores en lugares estrechos de los automóviles, lejos del cuerpo principal de la cámara. El propio Jann Mardenborough es coproductor de la película y sirvió como doble de carreras para Madekwe, quien lo interpretó.

### Banda sonora
En septiembre de 2022, se informó que Stephen Barton compondría la banda sonora de la película. Pero el 24 de abril de 2023, se anunció que Lorne Balfe se haría cargo de la música de la película. El álbum de la banda sonora, también compuesto por Andrew Kawczynski (uno de los protegidos de Hans Zimmer que trabajó en su productora Remote Control Productions), se lanzó el 11 de agosto de 2023 en formato digital, el mismo día del estreno limitado en cines con un lanzamiento en formato casero el 25 de agosto de ese mismo año.

Todas las canciones escritas y compuestas por Lorne Balfe y Andrew Kawczynski. 
| N.º   | Título                 | Duración |  |
| 1.    | «And We're Off»        | 4:40     |  |
| 2.    | «Chance to Compete»    | 4:38     |  |
| 3.    | «Jann's Journey»       | 2:47     |  |
| 4.    | «You've Been Selected» | 5:17     |  |
| 5.    | «This Is Not a Game»   | 3:37     |  |
| 6.    | «I Will Be Your Judge» | 4:22     |  |
| 7.    | «Brakes Were Glazed»   | 4:15     |  |
| 8.    | «Academy Race»         | 5:15     |  |
| 9.    | «Rhythms of the Road»  | 6:34     |  |
| 10.   | «Full Throttle»        | 2:45     |  |
| 11.   | «Breaking Info Form»   | 4:46     |  |
| 12.   | «Worst Fears»          | 4:03     |  |
| 13.   | «Lost in Depths»       | 3:21     |  |
| 14.   | «Proving Grounds»      | 2:54     |  |
| 15.   | «Riding the Edge»      | 4:48     |  |
| 16.   | «Follow Your Line»     | 2:57     |  |
| 17.   | «The Drive Within»     | 5:53     |  |
| 72:52 |                        |          |  |

## Estreno
Gran Turismo se estrenó en el Circuito de Spa-Francorchamps el 30 de julio de 2023, tras el Gran Premio de Bélgica de 2023 de la Fórmula 1. Gran Turismo realizó varias proyecciones previas a partir del 11 de agosto de 2023, antes de ser estrenada en los Estados Unidos el 25 de agosto por Sony Pictures Releasing. Originalmente estaba programada para un lanzamiento amplio el 11 de agosto, pero los planes cambiaron debido a la huelga SAG-AFTRA. A pesar del retraso en los Estados Unidos, la fecha de estreno de la película se mantiene sin cambios en varios mercados internacionales como el Reino Unido, donde la película se estrenó el 9 de agosto de 2023.
Una actualización de Gran Turismo 7 agregó una decoración para el Nissan Nismo GT-R que se inspiró en la película y se entregó de forma gratuita a todos los jugadores que vieron el tráiler de la película en el juego.
La película se estrenó en plataformas digitales el 26 de septiembre de 2023 y en mercados seleccionados, fue uno de los primeros títulos de acceso temprano en la plataforma Sony Pictures Core.

## Recepción

### Taquilla
Gran Turismo ha recaudado $44,4 millones de dólares en Estados Unidos y Canadá, y $77,6 millones de dólares en otros territorios, para un total mundial de 122 millones de dólares.
En Estados Unidos y Canadá, Gran Turismo se estrenó junto a los largometrajes The Hill, Retribution y Golda, y se proyectaba que recaudaría entre $12 y $15 millones de dólares en 3.856 salas en su primer fin de semana. La película recaudó $8,5 millones de dólares en su primer día, incluidos $5,3 millones de dólares de varias proyecciones previas en las semanas previas a su estreno. Continuó debutando con $17,4 millones, terminando primero en taquilla, aunque Warner Bros. Pictures afirmó que su adaptación remanente de la película Barbie en realidad ganó el fin de semana con $15,1 millones, cuestionando la inclusión por parte de Sony de los $5,3 millones de semanas de avances; Otros estudios y publicaciones comerciales se pusieron del lado de Sony, señalando que agrupar las proyecciones previas en las cifras del día de la inauguración es una práctica estándar. La película recaudó $6,6 millones de dólares en su segundo fin de semana (una caída del 64%) y terminó en cuarto lugar, luego recaudó $3,5 millones de dólares en su tercer fin de semana.

### Crítica
En el sitio web agregador de reseñas Rotten Tomatoes, el 65% de las 225 reseñas de críticos son positivas, con una calificación promedio de 6.1/10. El consenso del sitio web dice: "La acción enérgica de Gran Turismo y el drama de los desamparados para sentirse bien se ven socavados por su narración vaga de la historia basada en hechos, pero sigue siendo una película de carreras generalmente sólida". Metacritic, que utiliza un promedio ponderado, asignó a la película una puntuación de 48 sobre 100, basada en 47 críticas, lo que indica críticas "mixtas o promedio". El público encuestado por CinemaScore le dio a la película una calificación promedio de "A" en una escala de A+ a F, mientras que los encuestados en PostTrak le dieron una puntuación positiva general del 90%.
Las secuencias de carreras y la dirección de Blomkamp, especialmente durante la culminante carrera de 24 Horas de Le Mans en Francia, fueron elogiadas por la mayoría de los críticos, quienes señalaron que, si bien hace la transición de sus orígenes de videojuego a una película de autos de carreras estándar, Gran Turismo también sirve como un ejemplo de advertencia de adaptar material fuente que puede no alinearse con una narrativa coherente. Owen Gleiberman de Variety dijo sobre la película: "Hay una inocencia en esta y una autenticidad sorprendente", comentando que "es como una película de The Fast and the Furious hecha sin cinismo, y te llega", encontrando el clímax "satisfactorio". Kristen López de TheWrap dijo: "Gran Turismo funciona mejor porque evita rápidamente sus orígenes de videojuego antes de establecerse en una película de autos de carreras estándar. Se desconoce cómo responderán los fanáticos del juego a la película: nadie ve la película en el cine de este crítico destacó cualquier huevo de Pascua específico del juego, pero en general los fanáticos de las películas de autos de carreras deberían pasar un buen rato".
Por el contrario, la crítica negativa de Ryan Gilbey para The Guardian calificó la película como "una simulación del cine, sin apenas una huella digital humana en ninguna parte de su chasis". Tim Robey del Telegraph calificó la película como "un insulto ronroneante y complaciente a un gran videojuego". Oli Welsh de Polygon le dio a la película una crítica negativa, diciendo que "Gran Turismo podría haber usado esta inspiradora historia real para mostrar cómo los videojuegos abren posibilidades y eliminan barreras en el mundo real. En cambio, simplemente la usa para anotar puntos".

### Reconocimientos
La película fue nominada a "Mejor adaptación" en The Game Awards 2023.

## Controversia
La película fue criticada por su uso del accidente de Mardenborough en Nürburgring Nordschleife como elemento narrativo. Este segmento recreó fielmente un accidente de 2015 durante el cual su Nissan GT-R Nismo GT3 salió volando en la famosa curva de Flugplatz y saltó la valla hacia los espectadores. Una persona murió casi de inmediato y otras fueron trasladadas al hospital con heridas graves. Este accidente fue descrito en Gran Turismo como un evento traumático para Mardenborough que afectó su desempeño en carreras durante su debut en las 24 Horas de Le Mans. En la realidad, el accidente ocurrió aproximadamente dos años después de su debut en Le Mans.
El uso de un espectador muerto para realizar la trama de Gran Turismo fue criticado como "de mal gusto" y "reprensible". En su reseña, Grace Randolph especuló que otros críticos moderarían su aprobación de Gran Turismo debido a la forma en que enmarca el accidente. En su reseña de Polygon, Oli Welsh escribió que "Hay un aspecto particularmente preocupante en la forma en que el coguionista de American Sniper, Jason Hall, y el coguionista de Creed III, Zach Baylin, enmarcan el accidente, un suceso extraño en el circuito de Nürburgring que mató a un espectador. Si bien el accidente ocurrió más o menos como se describe, el guion de Hall y Baylin lo desplaza en el tiempo para presentarlo como un revés definitorio y motivador en el viaje del héroe de Mardenborough hacia su podio en Le Mans. El accidente real ocurrió años después y podría decirse que es una reformulación de mal gusto de un evento fatal".